# Ernesto Tenembaum
Ernesto Raúl Tenembaum (La Plata, 9 de agosto de 1963) es un periodista, presentador de radio y televisión, psicólogo y ensayista argentino.
Se desempeña en medios radiofónicos, televisivos y digitales. Es miembro del Consorcio Internacional de Periodistas de Investigación (ICIJ) con sede en Estados Unidos.
Con María O’Donnell, conduce el programa de streaming 540°, algún día lo sabrán (en el sitio web Cenital) y ¿Y ahora quién podrá ayudarnos? en Radio con Vos. También escribe en los diarios Infobae (Buenos Aires) y El País (Madrid).

## Biografía
Es hijo de Mauricio Ténembaum, miembro fundador y vicepresidente de la Comisión Provincial por la Memoria (CPM) de la provincia de Buenos Aires.
En 1978 incursionó en el periodismo, participó de la revista Renacer, del Centro Literario Israelita Biblioteca Max Nordau, en la ciudad de La Plata. Fue uno de los jefes de la sección Política del diario Página/12.
Recibió numerosos premios como el Konex en 2007 en el rubro «Análisis político audiovisual» y el Martín Fierro.
Formó parte del grupo de periodistas que trabajó junto a Jorge Lanata, Marcelo Zlotogwiazda, María O’Donnell, Reynaldo Sietecase, Maximiliano Montenegro, María Julia Oliván y Romina Manguel, entre otros.
En 2008, una encuesta de 200 empresarios lo señaló como uno de los periodistas más influyentes.
Durante muchos años constituyó una reconocida dupla televisiva junto a Marcelo Zlotogwiazda. Acompañó a Román Lejtman, Adrián Paenza, Alfredo Zaiat, Lalo Mir, Santo Biasatti y Dady Brieva, por nombrar algunos.
Desde 2015 conduce el programa ¿Y ahora quién podrá ayudarnos?, en Radio con Vos.
Desde el 3 de abril de 2021 conduce junto a María O’Donnell el programa de noticias Conectados, en CNN en Español (Estados Unidos).

### Cancelación de su programaPalabras más, palabras menos
En 2015 el multimedios Clarín canceló Palabras más, palabras menos, el programa que Ténembaum cocondujo junto a Marcelo Zlotogwiazda durante siete años en el canal de televisión Todo Noticias (TN).
El diario Ámbito Financiero informó que la orden fue dispuesta por Héctor Magnetto y Lucio Pagliaro, principales accionistas de la corporación. Se sospechaba que el motivo de terminar con el ciclo fue porque este no era «lo suficientemente opositor» al gobierno de Cristina Fernández de Kirchner, y no estaba alineado a la posición editorial opositora del canal TN y el diario Clarín.
La intempestiva cancelación del programa fue reflejada por las redes digitales.

## Trayectoria

### Prensa escritayweb
- Renacer
- Nueva Sion
- Página/12
- Revista Veintitrés
- Crítica de la Argentina
- Mendoza Post[15]
- El Cronista
- Infobae.com[16]
- El País

### Radio
Radio Rock & Pop
- Rompecabezas
- Cheque en blanco[17]
- Tierra de locos[18]

Radio Del Plata
- Cheque en blanco

Radio Mitre
- Animados
- Buen día, Santo
- Dady 790[cita requerida]
- Primera mañana
- El club de la tarde
- Lanata sin filtro

Radio con Vos
- ¿Y ahora quién podrá ayudarnos?[19]

### Televisión
América TV
- Día D
- Detrás de las noticias
- Periodistas[20]

Plus Satelital
- Periodistas: la era del hielo[21]

Todo Noticias
- Palabras más, palabras menos[22]

El Trece
- Periodismo para todos[23]

Net TV
- Corea del centro
- RePerfilAr

CNN en Español
- Conecta2 (desde abril de 2021).

### Libros
- Herrera, Matilde; Ténembaum, Ernesto (1989). Identidad, despojo y restitución. Buenos Aires: Contrapunto. p. 335.
- Ténembaum, Ernesto (2010). ¿Qué les pasó?. Buenos Aires: Editorial Sudamericana. p. 380. ISBN 9789500731829.
- Ténembaum, Ernesto (2014). Una mujer única. Buenos Aires: Editorial Planeta. p. 400. ISBN 9789504941873.
- Ténembaum, Ernesto (2024). Milei. Una historia del presente.. Buenos Aires: Editorial Planeta. p. 440. ISBN 9789504988014. Consultado el 30 de julio de 2024.

## Controversias

### Dichos sobre pornografía infantil
Ténembaum se vio implicado en una controversia al afirmar que no hay nada malo en el consumo de pornografía infantil. Estos dichos fueron en un programa radial, cuando se discutía sobre el caso de Mark Salling (1982-2018) ―uno de los protagonistas de la serie de televisión Glee (2009-2015)―, al que se le había encontrado este tipo de contenidos en su posesión. El periodista, al escuchar opiniones de sus colegas, alegó diciendo que era "una fantasía" ya que no hay un contacto directo con menores.
Al respecto, el psicoanalista Sergio Zabalza (años 1960-) ―quien formó parte del Equipo de Trastornos Graves Infanto-Juveniles del Hospital Álvarez― fue muy crítico: 

La Convención de los Derechos del Niño, de la cual nuestro país [Argentina] es signatario, insta a los Estados miembro a penar la producción, distribución, ofrecimiento, venta o posesión de material pornográfico en que participen niños. No es para menos, el cuerpo de un chico condensa el límite entre la barbarie y la conciencia moral que permite la vida en común. [...] Los que tienen que despertar, en cambio, son los comunicadores encargados de construir la conciencia social necesaria para detener este flagelo que somete a miles de criaturas en el mundo. [...] La pornografía infantil es un crimen que atenta contra la dignidad y el crecimiento de un chico. Naciones como España y Colombia han prohibido su tenencia. En nuestro país, la senadora Lucila Crexell presentó un anteproyecto de ley que sanciona con prisión de dos meses a un año a quien tuviere en su poder bajo cualquier soporte ese tipo de material. La legisladora sostiene que la vejación y utilización de la imagen del menor se sostiene en el tiempo en virtud de la mera posesión de estas imágenes. Por favor: ¡un comunicador ahí!